# Robbin-Nacktsohlenrennmaus
Die Robbin-Nacktsohlenrennmaus (Taterillus arenarius) ist ein Nagetier in der Unterfamilie der Rennmäuse, das in Westafrika vorkommt.
Die Art ist mit einer Kopf-Rumpf-Länge von 113 bis 142 mm, einer Schwanzlänge von 141 bis 155 mm und einem Gewicht von 28 bis 66 g eine mittelgroße Rennmaus. Sie hat 29 bis 32 mm lange Hinterfüße und 20 bis 23 mm lange Ohren. Die sandfarbene Oberseite ist deutlich von der weißen Unterseite getrennt. Die Robbin-Nacktsohlenrennmaus hat einen gut behaarten Schwanz, an dessen Spitze sich eine lange Quaste aus schwarzen bis dunkelbraunen Haaren befindet. Die Unterseite der Füße ist unbehaart. Bei Weibchen kommen acht Zitzen vor.
Das Verbreitungsgebiet liegt im Süden Mauretaniens und reicht möglicherweise bis ins zentrale Mali und ins westliche Niger. Die Art lebt in Regionen mit sandigem oder lehmhaltigem Boden und spärlichem Bewuchs. Sie kann auf festen Dünen sowie in Landwirtschaftsgebieten angetroffen werden.
Die Exemplare sind nachtaktiv und ernähren sich vermutlich von Pflanzensamen.
Für den Bestand der Art sind keine Bedrohungen bekannt. Obwohl die Robbin-Nacktsohlenrennmaus sehr selten angetroffen wird, wird ihre Gesamtpopulation als groß eingeschätzt. Die Art wird von der IUCN als „nicht gefährdet“ (least concern) gelistet.